# Place-Saint-Henri
Place-Saint-Henri – stacja metra w Montrealu, na linii pomarańczowa. Obsługiwana przez Société de transport de Montréal (STM). Znajduje się w Saint-Henri, w dzielnicy Le Sud-Ouest.